# Штеттен-ам-Аюрберг
Штеттен (повна назва Штеттен-ам-Аюрберг, нім. Stötten am Auerberg) — громада в Німеччині, знаходиться в землі Баварія. Підпорядковується адміністративному округу Швабія. Входить до складу району Остальгой. Центр об'єднання громад Штеттен-ам-Аюрберг.
Площа — 40,75 км2. Населення становить 1914 ос. (станом на 31 грудня 2020).

## Галерея

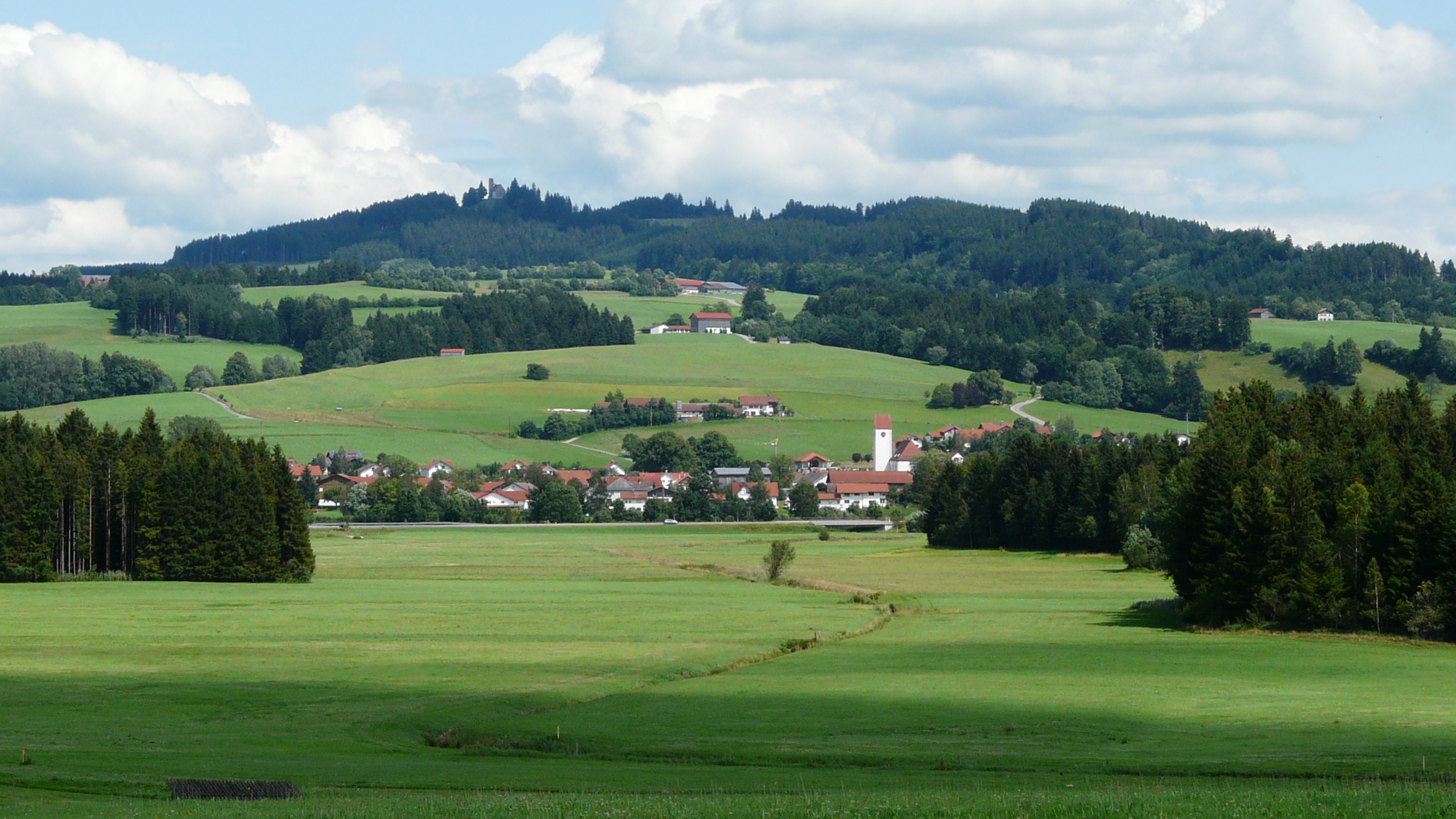